# Emir Mohammed Ben Kalisj Ezab
Emir Mohammed Ben Kalisj Ezab is een personage uit de Kuifje-stripreeks van de Belgische tekenaar Hergé (1907-1983). Hij is de emir van Khemed. 

## In de verhalen
Kuifje komt de emir voor het eerst tegen in Kuifje en het Zwarte Goud, als hij verwikkeld is in de strijd om het petroleum. Ben Kalisj Ezab is absoluut geen vriend van westerlingen. Hij verafschuwt ze, net als de rest van zijn volk. Toch kan Kuifje de vriendschap van de emir winnen door diens zoontje Abdoellah te redden uit de handen van dokter Müller. De emir lacht om bijna alle grapjes van zijn zoontje, behalve als hij zelf eens het slachtoffer is van een geintje.
Ben Kalisj Ezab komt opnieuw voor in Cokes in voorraad. Hij is dan inmiddels afgezet door zijn rivaal, de sjeik Bab El Ehr. Het blijkt ook dat Ben Kalisj Ezab oogluikend slavenhandel in zijn land heeft toegestaan. Als Kuifje en kapitein Haddock de emir in zijn schuilplaats opzoeken, helpt hij hen verder op weg.

## Achtergronden
De Arabisch aandoende naam Kalisj Ezab is in werkelijkheid een verwijzing naar het Brusselse dialectwoord kalichezap, sap van zoethout.
Voor het uiterlijk van de emir baseerde Hergé zich op de Saoedische vorst Abdoel Aziz al Saoed.